# Limnoria segnis
Limnoria segnis är en kräftdjursart som beskrevs av Charles Chilton 1883. Limnoria segnis ingår i släktet Limnoria och familjen borrgråsuggor.
Artens utbredningsområde är havet kring Nya Zeeland. Inga underarter finns listade i Catalogue of Life.